# Fontana di Onofrio
La Fontana di Onofrio, anche nota come la Grande Fontana di Onofrio o la Fontana Maggiore di Onofrio, è una fontana monumentale della città di Ragusa in Dalmazia.

## Storia
La fontana venne costruita dall'architetto napoletano Onofrio della Cava tra il 1438 e il 1440 come parte dell'acquedotto che era stato appositamente ingaggiato a costruire dal Senato della Repubblica di Ragusa per sopperire alla mancanza di un sistema di acqua potabile nella città. La fontana è, insieme alla minore fontana presso il Palazzo della Gran Guardia, una delle due fontane costruite dal Della Cava in cui terminava l'acquedotto da lui realizzato, il quale, lungo dodici chilometri, portava acqua dolce nella città dalla sorgente del fiume Ombla.
La fontana fu gravemente danneggiata nel terremoto del 1667, e l'aspetto attuale è una ricostruzione del volume architettonico. Si sono conservati solo i sedici rilievi dei mascheroni, dalle cui bocche scorre l'acqua.

## Descrizione
La fontana, situata al centro della piccola piazza che si trova di fronte all'ingresso di Porta Pile, presenta una pianta poligonale a sedici facce separate da colonne sugli spigoli. Ciascuna delle facce possiede un mascherone da cui sgorga l'acqua. La struttura è sormontata da una cupola semisferica con oculo centrale.
Sulla fontana è presente un'interessante iscrizione in latino commissionata nel 1443, anch'essa, così come per il Palazzo dei Rettori, composta da Ciriaco d'Ancona e una delle prime in cui si recuperò l'uso del carattere lapidario romano.

## Galleria d'immagini

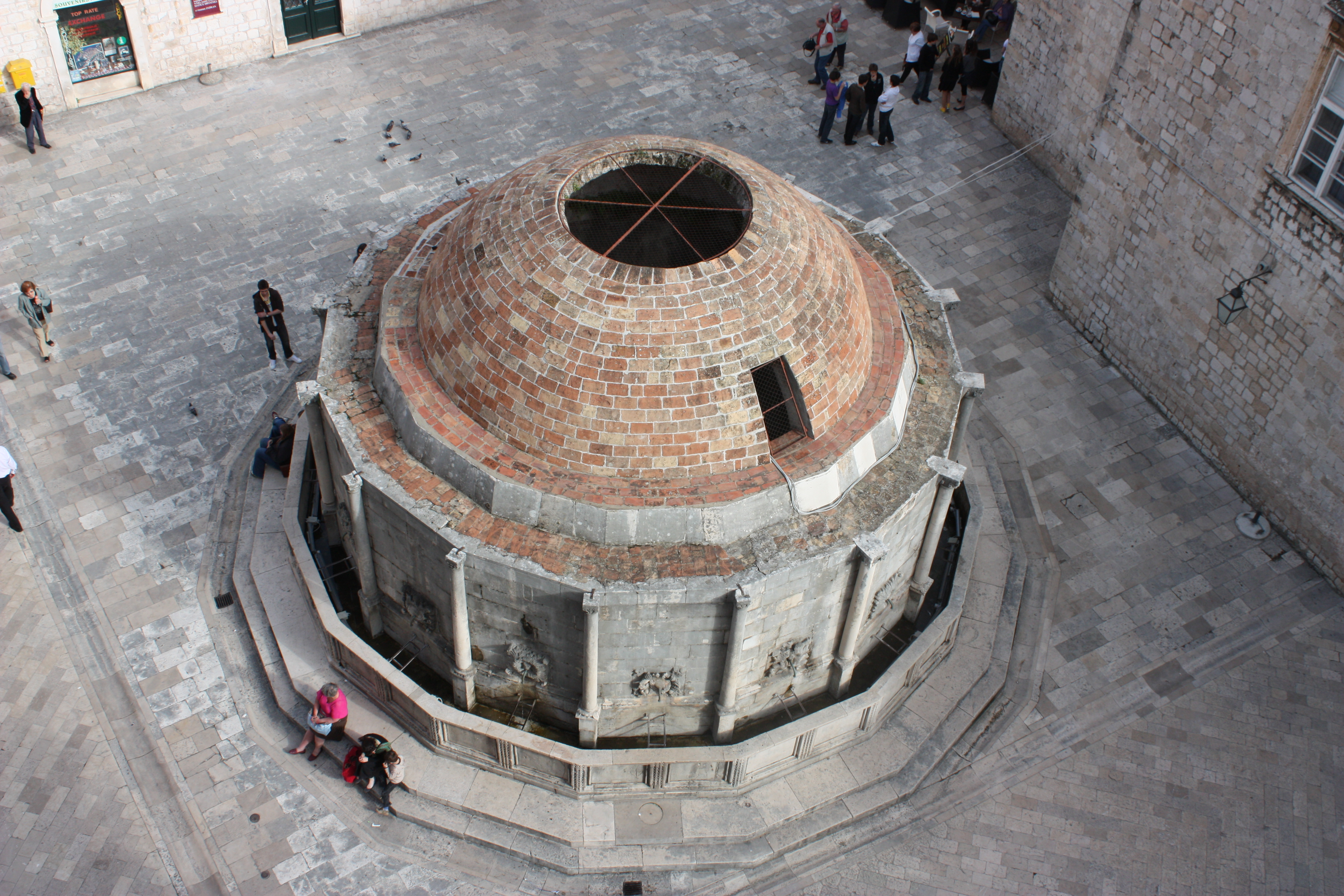
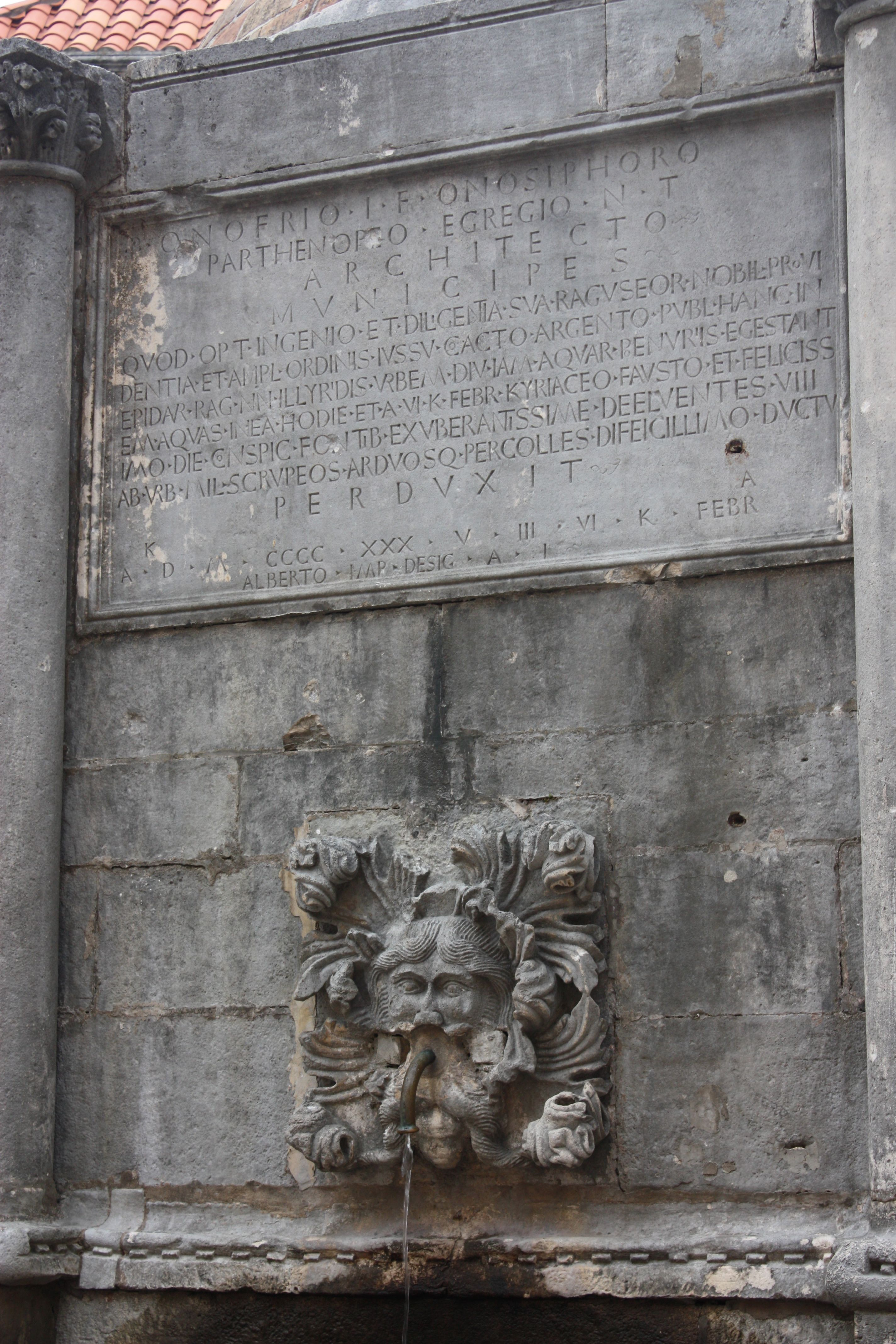
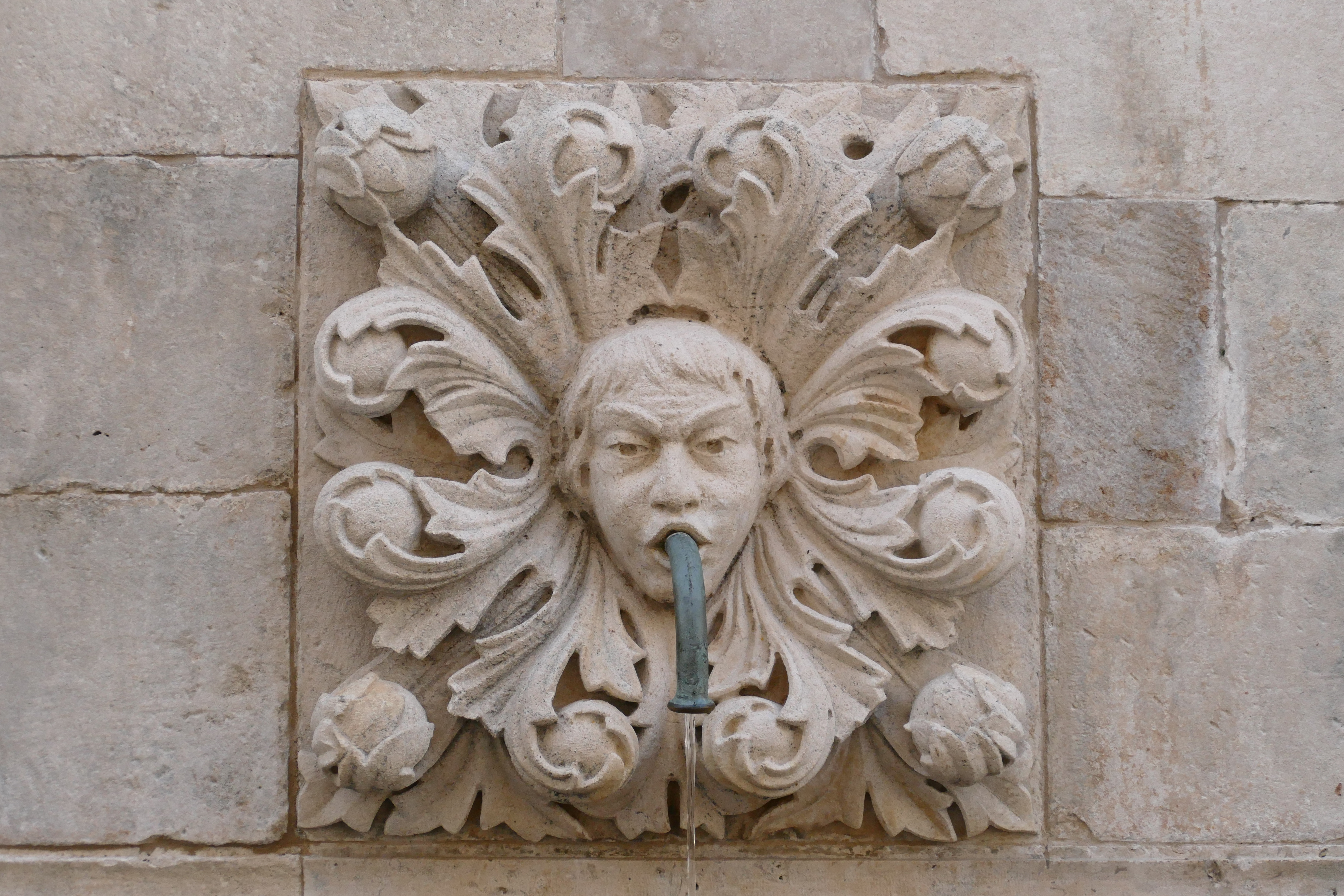